# Nabój 12,7 × 108 mm
12,7 × 108 mm (spotykana jest także nazwa 12,7 × 107 mm) – opracowany w ZSRR nabój do wielkokalibrowych karabinów maszynowych.

## Historia
1 maja 1927 roku Armia Czerwona planująca wprowadzenie do uzbrojenia wkmu przyjęła do uzbrojenia angielski nabój .50 Vickers-Armstrong (12,7 × 81 mm). Już dwa lata później parametry amunicji angielskiej uznano za niewystarczające i postanowiono opracować własny nabój. Nie wiadomo, kto był konstruktorem ani jaka była historia prac nad nabojem 12,7 × 108 mm, wiadomo tylko, że został on przyjęty do uzbrojenia w 1930 roku wraz ze skonstruowanym przez Diegtariowa wkmem DK. Nowa broń produkowana w niewielkich seriach w latach 1933-1935 nie była zbyt udana. Nabój 12,7 × 108 rozpowszechnił się dopiero w latach czterdziestych. Do uzbrojenia piechoty wprowadzono wtedy nowy wkm DSzK i powstały nowe lotnicze karabiny maszynowe kalibru 12,7 mm skonstruowane przez Michaiła Jewgienicza Bierezina (BS, UB, UBK, UBS).
Po wojnie nabój 12,7 × 108 mm został przyjęty do uzbrojenia we wszystkich krajach Układu Warszawskiego. Obecnie jest używany wraz z wkmami NSW i lotniczym czterolufowym karabinem maszynowym JakB-12,7.

## Wersje
Wersje naboju 12,7 × 108 mm:
- B-30 GŁ – pocisk przeciwpancerny przyjęty do uzbrojenia w 1930 roku
- B-32 GŁ – pocisk przeciwpancerno-zapalający
- T-38 – pocisk świetlny
- PZ – pocisk zapalająco-smugowy
- BZ-41 – pocisk przeciwpancerno-zapalający
- BZT-44 – pocisk przeciwpancerno-zapalająco-świetlny
- BZF-46 – pocisk przeciwpancerno-zapalający (fosforowy)
- MDZ-3 – pocisk wybuchowy (elaborowany pentrytem z zapalnikiem pneumatycznym)
- MDZ-46 – pocisk wybuchowy (elaborowany pentrytem z zapalnikiem pneumatycznym)
- MDZ – pocisk wybuchowo-zapalający wyposażony w zapalnik mechaniczny W-166
- ZMDCz – pocisk wybuchowy z samolikwidatorem (współczesny)
- BS – pocisk przeciwpancerno-zapalający (współczesny)
- „Duplex” – z dwoma pociskami o masie 30 i 31 g w układzie tandem (współczesny)
- „Duplex” – z dwoma pociskami o masie 27 g wyposażonymi w smugacz (współczesny)

## Dane taktyczno- techniczne
|                         | B-30 GŁ | B-32 GŁ |
| Kaliber                 | 12,7 mm | 12,7 mm |
| Długość łuski           | 108 mm  | 108 mm  |
| Masa pocisku            | 51,9 g  | 49,1 g  |
| Masa naboju             | ? g     | ? g     |
| Masa ładunku prochowego | 16,5 g  |         |